# Vollstreckungsabwehrklage
Mittels der Vollstreckungsabwehrklage gemäß § 767 der Zivilprozessordnung (ZPO) – vor Einfügung der amtlichen Überschrift in § 767 ZPO teilweise auch als Vollstreckungsgegenklage bezeichnet – kann der Vollstreckungsschuldner in der Zwangsvollstreckung unter bestimmten Voraussetzungen Einwendungen und Einreden gegen den titulierten Anspruch und damit gegen die Rechtmäßigkeit der Vollstreckung geltend machen. Die Wirkung der Vollstreckungsabwehrklage besteht darin, dass durch richterlichen Gestaltungsakt dem titulierten Anspruch seine Vollstreckbarkeit genommen wird („Enttitelung“).

## Voraussetzungen für eine Entscheidung

### Statthaftigkeit
Die Vollstreckungsabwehrklage ist statthaft, wenn der Vollstreckungsschuldner beantragt, die Zwangsvollstreckung für unzulässig zu erklären, und materielle Einwendungen und Einreden gegen einen titulierten Anspruch geltend macht. Als titulierte Ansprüche kommen sämtliche vollstreckbaren Titel, wie das Endurteil (§ 704 Abs. 1 ZPO), der Prozessvergleich (§ 794 Abs. 1 Nr. 1 ZPO), Kostenfestsetzungsbeschlüsse (§ 794 Abs. 1 Nr. 2 ZPO) oder die notarielle Urkunde, in der sich der Schuldner der sofortigen Zwangsvollstreckung unterworfen hat (§ 794 Abs. 1 Nr. 5 ZPO) usw., in Betracht. Die Vollstreckungsabwehrklage ist abzugrenzen zu der sofortigen Beschwerde und zur Vollstreckungserinnerung, die Entscheidungen oder Maßnahmen und die Art und Weise der Zwangsvollstreckung rügen, und zu der Drittwiderspruchsklage, der Klage auf vorzugsweise Befriedigung, die den Gegenstand, in den vollstreckt wird, betreffen. Schließlich existiert die sog. Gestaltungsklage sui generis oder prozessuale Gestaltungsklage, die auf § 767 Abs. 1 ZPO analog gestützt wird und Einwendungen gegen die Wirksamkeit des Titels an sich zum Gegenstand hat.
Wenn der Vollstreckungsschuldner Einwendungen oder Einreden gegen den titulierten Anspruch behauptet, bestreitet er den Grund für die Zwangsvollstreckung. Weder rügt er die Art und Weise der Zwangsvollstreckung, noch macht ein Dritter Rechte bezüglich des Vollstreckungsgegenstands geltend. Weiter ist in der Statthaftigkeit die Vollstreckungsabwehrklage von der Berufung nach §§ 511 ff. ZPO abzugrenzen. Beide Rechtsbehelfe können, sofern die Rechtsmittelfrist noch nicht abgelaufen ist, nebeneinander statthaft sein. Grundsätzlich wäre hier dann zur Nutzung des Rechtsmittels der Berufung zu raten, da diese nicht nur die Vollstreckbarkeit des Anspruches verhindert, sondern den Titel komplett hinfällig macht. Zu beachten ist hierbei selbstverständlich der Zeitpunkt der Entstehung der Einwendung, denn neu gewonnene Einwendungen können das erstinstanzliche Urteil aufgrund der Präklusion nicht mehr erschüttern – in diesem Falle wäre dann die Vollstreckungsabwehrklage das richtige Rechtsmittel.

### Zuständigkeit
Sachlich und örtlich ausschließlich zuständig ist das Prozessgericht des ersten Rechtszugs, § 802 ZPO. Unter Prozessgericht ist das Gericht zu verstehen, das den Anspruch tituliert hat. Das ist beispielsweise das örtlich zuständige Amtsgericht, wenn der Streitwert nicht mehr als 5.000 € beträgt oder Streitigkeiten aus einem Mietverhältnis Gegenstand des Verfahrens sind. Wird aus vollstreckbaren Urkunden beigetrieben, bei denen kein Erkenntnisverfahren vorgeschaltet war, ist das Gericht erster Instanz zuständig, bei dem eine Klage zu erheben wäre.

### Rechtsschutzbedürfnis
Ein Rechtsschutzbedürfnis des Vollstreckungsschuldners ist gegeben, sobald ein Vollstreckungstitel vorliegt und die Zwangsvollstreckung bevorsteht. Es entfällt, sobald die Zwangsvollstreckung als Ganzes beendet ist. Ausnahmsweise verneint die Rechtsprechung (entgegen vereinzelter Kritik aus der Literatur) in Fällen, in welchen sich die Vollstreckungsgegenklage gegen einen Teil titulierter wiederkehrender Leistungen richtet, das Rechtsschutzbedürfnis dann, wenn der Titelgläubiger für den betreffenden Teil einen ernsthaften sogenannten Vollstreckungsverzicht erklärt.

## Entscheidung in der Sache
Der Klage des Vollstreckungsschuldners wird stattgegeben, wenn die geltend gemachten Einwendungen oder Einreden gegen den titulierten Anspruch vorhanden sind und nicht präkludiert sind. Die Vollstreckungsabwehrklage ist nicht dazu da, dem Vollstreckungsschuldner die Möglichkeit einzuräumen, Einwendungen oder Einreden, die er im Erkenntnisverfahren als Verteidigungsmittel vorzubringen versäumt hat oder welche im Erkenntnisverfahren bereits verspätet waren (§ 296 Abs. 1 ZPO), im Vollstreckungsverfahren nachzuholen. Daher hat es bei Einwendungen und Einreden insoweit sein Bewenden, als die Gründe, auf denen sie beruhen, erst nach Schluss derjenigen mündlichen Verhandlung, in der sie spätestens hätten vorgebracht werden müssen, entstanden sind und durch Einspruch nicht mehr geltend gemacht werden können (§ 767 Abs. 2 ZPO). Bei Gestaltungsrechten (z. B. Anfechtung, Rücktritt, Aufrechnung) ist es streitig, ob der Zeitpunkt, in welchem die Voraussetzung für die Ausübung des Gestaltungsrechts vorliegen, maßgeblich ist oder auf den Zeitpunkt der Ausübung des Gestaltungsrechts abzustellen ist. Die höchstrichterliche Rechtsprechung stellt auf den Zeitpunkt ab, zu dem das Gestaltungsrecht objektiv hätte wahrgenommen werden können. § 767 Abs. 2 ZPO stellt die zeitliche Grenze der materiellen Rechtskraft dar. Wird aus titulierten Ansprüchen vollstreckt, die der Rechtskraft nicht fähig sind (notariell beurkundete Urkunden mit Unterwerfung unter die sofortige Zwangsvollstreckung), ist es auch selbstverständlich, dass sämtliche Einwendungen und Einreden nicht präkludiert sein können. Das stellt § 797 Abs. 4 ZPO klar. Sinn und Zweck der Vollstreckungsabwehrklage ist es, einen Ausgleich dafür zu schaffen, dass die Vollstreckungsorgane aus Gründen der Effektivität der Zwangsvollstreckung von der Prüfung entlastet sind, ob der titulierte Anspruch nach Schluss der mündlichen Verhandlung wieder weggefallen ist.
Mit der Vollstreckungsabwehrklage wird allerdings nicht über das Bestehen oder Nichtbestehen entgegenstehender Forderungen entschieden, Ziel der Klage ist die Beseitigung der Vollstreckbarkeit des Titels. Selbst nach einer Abweisung steht eine Vollstreckungsabwehrklage einer anderen Klage, etwa einer Feststellungsklage, grundsätzlich nicht entgegen. Allerdings ist eine Feststellungsklage, die auf das Nichtmehrbestehen wegen der Ausübung eines Gestaltungsrechts gerichtet ist, dann unzulässig, wenn die Abweisung wegen der Präkludierung erfolgte; die Wahrnehmung des Gestaltungsrechtes gilt als nicht erfolgt.

## Beispiele
Beispiel 1: A wurde im Juli 2004 verurteilt, dem B 10.000 € zu zahlen. B betreibt am 1. September 2004 die Vollstreckung in das Vermögen des A. Der hatte aber schon im August 2004 die 10.000 € an B gezahlt. Nun kann sich A erfolgreich mit der Vollstreckungsabwehrklage gegen Vollstreckungsmaßnahmen des B wehren.
Beispiel 2: A wurde aufgrund der Verhandlung vom 31. Juli 2004 verurteilt, dem B 10.000 € zu zahlen. B betreibt am 1. September 2004 die Vollstreckung in das Vermögen des A. Der hatte aber schon Anfang Mai 2004 die 10.000 € an B gezahlt, es allerdings vergessen, diesen Umstand dem Gericht mitzuteilen. Hier kann sich A nicht mehr erfolgreich mit der Vollstreckungsabwehrklage gegen Vollstreckungsmaßnahmen des B wehren. Der im Vorprozess unterlassene Einwand der Erfüllung ist nach § 767 Abs. 2 ZPO präkludiert und somit ausgeschlossen.
Beispiel 3: B hat gegen A einen vorläufig vollstreckbaren Kostenfestsetzungsbeschluss erzielt, aus dem B explizit die Vollstreckung androht. Um eine Pfändung des Arbeitseinkommens oder eine Pfändung des Bankguthabens von vornherein zu verhindern, erhebt A Vollstreckungsabwehrklage gegen B. A argumentiert, die Vollstreckung aus dem Kostenfestsetzungsbeschluss sei allein schon deshalb unzulässig, weil der Kostenfestsetzungsbeschluss auf einem überhöhten Streitwert beruht. Im Rahmen des Verfahrens der Streitwertfestsetzung wird der Streitwert später reduziert. Die Vollstreckungsabwehrklage ist also zulässig und begründet. 